# Paris is burning (pel·lícula documental)
Paris Is Burning és una pel·lícula documental de l'any 1990 dirigida per Jennie Livingston. Filmada en la segona meitat de la dècada de 1980, relata el moviment conegut com a "ball culture" i l'estil de ball denominat com "voguing" a la ciutat de Nova York. Els sectors socials més implicats en aquest documental és la comunitat homosexual, concretament els gais llatins i gais afroamericans, a més de la comunitat transgènere. El documental mostra com aquesta comunitat, molt d'ells embolicada en risc d'exclusió social i pobresa, crea una xarxa de famílies col·laboratives adoptant els més desfavorits i sense sostre a través de la figura central de la "mother-drag"
El documental és considerat com una extraordinària mostra de la fi de l'anomenada "Edat Daurada" dels "balls drag" a Nova York, a més d'una delicada exploració dels conflictes derivats sobre la raça, la classe social i el gènere als Estats Units d'Amèrica.